# Nowa Sarzyna (gemeente)
De gemeente Nowa Sarzyna is een stad- en landgemeente in het Poolse woiwodschap Subkarpaten, in powiat Leżajski.
De zetel van de gemeente is in Nowa Sarzyna.
Op 30 juni 2004 telde de gemeente 21 549 inwoners.

## Oppervlakte gegevens
In 2002 bedroeg de totale oppervlakte van gemeente Nowa Sarzyna 144,55 km², waarvan:
- agrarisch gebied: 57%
- bossen: 32%

De gemeente beslaat 24,79% van de totale oppervlakte van de powiat.

## Demografie
Stand op 30 juni 2004:
| Omschrijving                   | Totaal | Totaal | Vrouwen | Vrouwen | Mannen | Mannen |
| ------------------------------ | ------ | ------ | ------- | ------- | ------ | ------ |
| eenheid                        | aantal | %      | aantal  | %       | aantal | %      |
| inwoners                       | 21 549 | 100    | 10 878  | 50,5    | 10 671 | 49,5   |
| bevolkingsdichtheid (inw./km²) | 149,1  | 149,1  | 75,3    | 75,3    | 73,8   | 73,8   |

In 2002 bedroeg het gemiddelde inkomen per inwoner 1298,88 zł.

## Administratieve plaatsen (sołectwo)
Jelna, Jelna-Judaszówka, Łętownia, Łętownia-Gościniec, Łukowa, Majdan Łętowski, Ruda Łańcucka, Sarzyna, Tarnogóra, Wola Żarczycka, Wólka Łętowska.

## Aangrenzende gemeenten
Jeżowe, Kamień, Krzeszów, Leżajsk, Leżajsk - miasto, Sokołów Małopolski